# 嘉國公主
嘉国公主（？—1162年），宋孝宗长女。
宋高宗绍兴二十四年（1154年），封为硕人，进永嘉郡主，三十二年（1162年），永嘉郡主去世。高宗下诏将医官李师克等人下狱属吏，宋孝宗当时为东宫，上奏：“臣女幼而多疾，不宜罪医。”此事遂寝。宋孝宗乾道二年（1166年），赠嘉国公主。宋孝宗次女五个月夭折，未及有封号。